# Ruhr-Sieg-Strecke
| |                                                      |                                                              |                                                              |
| Streckennummer (DB): | 2800 (Hagen–Si.-Weidenau) 2880 (Si.-Weidenau–Siegen) |                                                              |                                                              |
| Kursbuchstrecke (DB): | 440                                                  |                                                              |                                                              |
| Kursbuchstrecke: | 239 (1946)                                           |                                                              |                                                              |
| Streckenlänge: | 106 km                                               |                                                              |                                                              |
| Spurweite: | 1435 mm (Normalspur)                                 |                                                              |                                                              |
| Streckenklasse: | D4                                                   |                                                              |                                                              |
| Stromsystem: | 15 kV 16,7 Hz ~                                      |                                                              |                                                              |
| Streckengeschwindigkeit: | 120 km/h                                             |                                                              |                                                              |
| Zweigleisigkeit: | (durchgehend)                                        |                                                              |                                                              |
| |                                                      |                                                              |                                                              |
| \| \| \| von Wuppertal \| \| \| \| 0,0 \| Hagen Hbf \| 100 m \| \| \| \| Hagen Gbf \| \| \| \| \| Volme \| \| \| \| \| \| \| \| \| \| ehem. von Hagen-Eckesey nach Hagen-Vorhalle \| \| \| \| \| \| \| \| \| \| \| \| \| \| \| nach Dortmund über Witten und über Herdecke \| \| \| \| \| \| \| \| \| \| \| \| \| \| \| Hagen Einhaus (Strw, ehem. Abzw) \| \| \| \| \| Hagen RWE (Anst) \| \| \| \| 4,1 \| Hagen-Hengstey (Abzw, ehem. Bf) \| Hagen-Hengstey (Abzw, ehem. Bf) \| \| \| 4,7 \| Hohensyburg \| Hohensyburg \| \| \| \| über Schwerte \| \| \| \| \| \| \| \| \| \| nach Hamm oder Warburg \| \| \| \| \| \| \| \| \| \| Hagen-Kabel Klöckner (Anst) \| \| \| \| \| \| \| \| \| \| A 1 \| \| \| \| \| \| \| \| \| 8,0 \| Hagen-Kabel \| Hagen-Kabel \| \| \| 11,4 \| Hagen-Halden \| Hagen-Halden \| \| \| 16,7 \| Hohenlimburg \| 125 m \| \| \| \| Lenne (2 Querungen) \| \| \| \| 21,0 \| Iserlohn-Letmathe \| Iserlohn-Letmathe \| \| \| \| nach Iserlohn \| \| \| \| 24,3 \| Nachrodt \| Nachrodt \| \| \| 25,4 \| Nachrodter Tunnel (629 m) \| Nachrodter Tunnel (629 m) \| \| \| 26,4 \| Einsal \| Einsal \| \| \| \| Lenne \| \| \| \| 28,7 \| Pragpauler Tunnel (83 m) \| Pragpauler Tunnel (83 m) \| \| \| \| Lenne \| \| \| \| 29,3 \| Hünengraben-Tunnel (148 m) \| Hünengraben-Tunnel (148 m) \| \| \| \| von Iserlohner Kreisbahn \| \| \| \| \| \| \| \| \| 30,0 \| Altena (Westf) (2004–2024 Hp) \| 150 m \| \| \| \| \| \| \| \| \| Rahmede \| \| \| \| 32,0 \| Buchholzer Tunnel (936 m) \| Buchholzer Tunnel (936 m) \| \| \| 35,2 \| Husberger Tunnel (793 m) \| Husberger Tunnel (793 m) \| \| \| \| Lenne \| \| \| \| 38,8 \| Ütterlingser Tunnel (222 m) \| Ütterlingser Tunnel (222 m) \| \| \| \| Lenne \| \| \| \| 39,4 \| Werdohl \| 185 m \| \| \| \| Lenne \| \| \| \| 40,1 \| Werdohler Tunnel (315 m) \| Werdohler Tunnel (315 m) \| \| \| \| Lenne \| \| \| \| 42,8 \| Baukloher Tunnel (306 m) \| Baukloher Tunnel (306 m) \| \| \| \| Lenne \| \| \| \| 45,5 \| Ohle \| Ohle \| \| \| \| ehem. von Herscheid \| \| \| \| 48,4 \| Plettenberg \| Plettenberg \| \| \| \| Lenne (2 Querungen) \| \| \| \| 51,1 \| Sieseler Tunnel (95 m) \| Sieseler Tunnel (95 m) \| \| \| \| Lenne \| \| \| \| 55,1 \| Rönkhausen \| Rönkhausen \| \| \| \| Lenne \| \| \| \| 57,8 \| Lenhausen \| Lenhausen \| \| \| \| ehem. von Wennemen \| \| \| \| 61,1 \| Finnentrop \| 215 m \| \| \| \| Biggetalbahn nach Olpe \| \| \| \| \| Lenne \| \| \| \| 66,6 \| Lennestadt-Grevenbrück \| Lennestadt-Grevenbrück \| \| \| 71,3 \| Lennestadt-Meggen \| Lennestadt-Meggen \| \| \| \| Lenne (2 Querungen) \| \| \| \| \| ehem. von Wenholthausen \| \| \| \| 73,5 \| Lennestadt-Altenhundem \| Lennestadt-Altenhundem \| \| \| \| Hundem \| \| \| \| \| ehem. nach Birkelbach \| \| \| \| \| Hundem \| \| \| \| 76,2 \| Kirchhundem \| 290 m \| \| \| \| Olpe (3 Querungen) \| \| \| \| 78,0 \| Hofolpe \| Hofolpe \| \| \| \| \| \| \| \| 78,2 \| Hofolper Tunnel (63 m) abgetragen wegen Elektrifizierung[1] \| Hofolper Tunnel (63 m) abgetragen wegen Elektrifizierung[1] \| \| \| \| \| \| \| \| \| Olpe (3 Querungen) \| \| \| \| 82,04 \| Benolpe \| Benolpe \| \| \| \| Olpe (2 Querungen) \| \| \| \| \| \| \| \| \| 84,6 \| Kirchhundem- Welschen Ennest \| 420 m \| \| \| \| \| \| \| \| 85,5 \| Rahrbacher Tunnel (698 m) \| 410 m \| \| \| 89,1 \| Kreuztal-Littfeld \| 345 m \| \| \| 90,2 \| Ralsbach \| Ralsbach \| \| \| 91,7 \| Krombach \| Krombach \| \| \| 93,9 \| Kreuztal-Eichen \| 290 m \| \| \| \| von Cölbe \| \| \| \| \| Ferndorfbach \| \| \| \| 96,1 \| Kreuztal \| 260 m \| \| \| \| \| \| \| \| \| KV-Terminal und Stammgleis der Kreisbahn Siegen-Wittgenstein \| \| \| \| \| \| \| \| \| 98,8 \| Buschhütten \| Buschhütten \| \| \| \| Ferndorfbach \| \| \| \| \| \| \| \| \| 101,0 \| Siegen-Geisweid 1968–2009 Hüttental-Geisweid[2] \| Siegen-Geisweid 1968–2009 Hüttental-Geisweid[2] \| \| \| \| \| \| \| \| \| Ferndorfbach \| \| \| \| \| \| \| \| \| 102,5 \| Hüttental-Haardt bis 1968 Weidenau (Sieg) Nord[2] \| Hüttental-Haardt bis 1968 Weidenau (Sieg) Nord[2] \| \| \| \| \| \| \| \| \| Sieg \| \| \| \| \| von Irmgarteichen-Werthenbach \| \| \| \| \| \| \| \| \| 103,6 \| Siegen-Weidenau 1968–1983 Hüttental-Weidenau[2] \| 240 m \| \| \| \| \| \| \| \| \| von/nach Gießen \| \| \| \| \| Sieg \| \| \| \| 106,2 \| Siegen Hbf \| Siegen Hbf \| \| \| \| nach Köln \| \| \| \| \| \| \| \| Quellen: [3][4] \| \| \| \| |                                                      |                                                              |                                                              |
| Strecke von links · Abzweig geradeaus und nach rechts |                                                      | von Wuppertal                                                | von Wuppertal                                                |
| Strecke · Bahnhof mit S-Bahn-Halt | 0,0                                                  | Hagen Hbf                                                    | 100 m                                                        |
| Dienststation / Betriebs- oder Güterbahnhof · Strecke |                                                      | Hagen Gbf                                                    | Hagen Gbf                                                    |
| Brücke über Wasserlauf · Brücke über Wasserlauf |                                                      | Volme                                                        | Volme                                                        |
| |                                                      |                                                              |                                                              |
| Abzweig geradeaus und nach links · Kreuzung geradeaus unten · Kreuzung geradeaus oben (Strecke geradeaus außer Betrieb) |                                                      | ehem. von Hagen-Eckesey nach Hagen-Vorhalle                  | ehem. von Hagen-Eckesey nach Hagen-Vorhalle                  |
| |                                                      |                                                              |                                                              |
| |                                                      |                                                              |                                                              |
| Strecke · Abzweig geradeaus und nach links · Kreuzung geradeaus oben |                                                      | nach Dortmund über Witten und über Herdecke                  | nach Dortmund über Witten und über Herdecke                  |
| |                                                      |                                                              |                                                              |
| Strecke nach links · Kreuzung geradeaus unten · Abzweig geradeaus und von rechts |                                                      |                                                              |                                                              |
| Strecke · Kilometer-Wechsel |                                                      | Hagen Einhaus (Strw, ehem. Abzw)                             | Hagen Einhaus (Strw, ehem. Abzw)                             |
| Strecke · Blockstelle |                                                      | Hagen RWE (Anst)                                             | Hagen RWE (Anst)                                             |
| ehemaliger Bahnhof · Blockstelle | 4,1                                                  | Hagen-Hengstey (Abzw, ehem. Bf)                              | Hagen-Hengstey (Abzw, ehem. Bf)                              |
| ehemaliger Haltepunkt / Haltestelle · Strecke | 4,7                                                  | Hohensyburg                                                  | Hohensyburg                                                  |
| Strecke von links · Kreuzung geradeaus unten · Abzweig geradeaus und nach rechts |                                                      | über Schwerte                                                | über Schwerte                                                |
| |                                                      |                                                              |                                                              |
| Strecke · Abzweig geradeaus und nach links · Abzweig quer, nach links und von links |                                                      | nach Hamm oder Warburg                                       | nach Hamm oder Warburg                                       |
| |                                                      |                                                              |                                                              |
| Blockstelle · Strecke · Strecke |                                                      | Hagen-Kabel Klöckner (Anst)                                  | Hagen-Kabel Klöckner (Anst)                                  |
| Abzweig geradeaus und von links · Kreuzung geradeaus unten · Strecke nach rechts |                                                      |                                                              |                                                              |
| Strecke mit Straßenbrücke · Strecke mit Straßenbrücke |                                                      | A 1                                                          | A 1                                                          |
| Strecke nach links · Abzweig geradeaus und von rechts |                                                      |                                                              |                                                              |
| Dienststation / Betriebs- oder Güterbahnhof | 8,0                                                  | Hagen-Kabel                                                  | Hagen-Kabel                                                  |
| Dienststation / Betriebs- oder Güterbahnhof | 11,4                                                 | Hagen-Halden                                                 | Hagen-Halden                                                 |
| Bahnhof | 16,7                                                 | Hohenlimburg                                                 | 125 m                                                        |
| Brücke über Wasserlauf |                                                      | Lenne (2 Querungen)                                          | Lenne (2 Querungen)                                          |
| Bahnhof | 21,0                                                 | Iserlohn-Letmathe                                            | Iserlohn-Letmathe                                            |
| Abzweig geradeaus und nach links |                                                      | nach Iserlohn                                                | nach Iserlohn                                                |
| ehemaliger Bahnhof | 24,3                                                 | Nachrodt                                                     | Nachrodt                                                     |
| Tunnel | 25,4                                                 | Nachrodter Tunnel (629 m)                                    | Nachrodter Tunnel (629 m)                                    |
| ehemaliger Haltepunkt / Haltestelle | 26,4                                                 | Einsal                                                       | Einsal                                                       |
| Brücke über Wasserlauf |                                                      | Lenne                                                        | Lenne                                                        |
| Tunnel | 28,7                                                 | Pragpauler Tunnel (83 m)                                     | Pragpauler Tunnel (83 m)                                     |
| Brücke über Wasserlauf |                                                      | Lenne                                                        | Lenne                                                        |
| Tunnel | 29,3                                                 | Hünengraben-Tunnel (148 m)                                   | Hünengraben-Tunnel (148 m)                                   |
| Abzweig geradeaus und ehemals von links |                                                      | von Iserlohner Kreisbahn                                     | von Iserlohner Kreisbahn                                     |
| |                                                      |                                                              |                                                              |
| Bahnhof | 30,0                                                 | Altena (Westf) (2004–2024 Hp)                                | 150 m                                                        |
| |                                                      |                                                              |                                                              |
| Brücke über Wasserlauf |                                                      | Rahmede                                                      | Rahmede                                                      |
| Tunnel | 32,0                                                 | Buchholzer Tunnel (936 m)                                    | Buchholzer Tunnel (936 m)                                    |
| Tunnel | 35,2                                                 | Husberger Tunnel (793 m)                                     | Husberger Tunnel (793 m)                                     |
| Brücke über Wasserlauf |                                                      | Lenne                                                        | Lenne                                                        |
| Tunnel | 38,8                                                 | Ütterlingser Tunnel (222 m)                                  | Ütterlingser Tunnel (222 m)                                  |
| Brücke über Wasserlauf |                                                      | Lenne                                                        | Lenne                                                        |
| Bahnhof | 39,4                                                 | Werdohl                                                      | 185 m                                                        |
| Brücke über Wasserlauf |                                                      | Lenne                                                        | Lenne                                                        |
| Tunnel | 40,1                                                 | Werdohler Tunnel (315 m)                                     | Werdohler Tunnel (315 m)                                     |
| Brücke über Wasserlauf |                                                      | Lenne                                                        | Lenne                                                        |
| Tunnel | 42,8                                                 | Baukloher Tunnel (306 m)                                     | Baukloher Tunnel (306 m)                                     |
| Brücke über Wasserlauf |                                                      | Lenne                                                        | Lenne                                                        |
| ehemaliger Haltepunkt / Haltestelle | 45,5                                                 | Ohle                                                         | Ohle                                                         |
| Abzweig geradeaus und ehemals von rechts |                                                      | ehem. von Herscheid                                          | ehem. von Herscheid                                          |
| Bahnhof | 48,4                                                 | Plettenberg                                                  | Plettenberg                                                  |
| Brücke über Wasserlauf |                                                      | Lenne (2 Querungen)                                          | Lenne (2 Querungen)                                          |
| Tunnel | 51,1                                                 | Sieseler Tunnel (95 m)                                       | Sieseler Tunnel (95 m)                                       |
| Brücke über Wasserlauf |                                                      | Lenne                                                        | Lenne                                                        |
| ehemaliger Haltepunkt / Haltestelle | 55,1                                                 | Rönkhausen                                                   | Rönkhausen                                                   |
| Brücke über Wasserlauf |                                                      | Lenne                                                        | Lenne                                                        |
| ehemaliger Haltepunkt / Haltestelle | 57,8                                                 | Lenhausen                                                    | Lenhausen                                                    |
| Abzweig geradeaus und ehemals von links |                                                      | ehem. von Wennemen                                           | ehem. von Wennemen                                           |
| Bahnhof | 61,1                                                 | Finnentrop                                                   | 215 m                                                        |
| Abzweig geradeaus und nach rechts |                                                      | Biggetalbahn nach Olpe                                       | Biggetalbahn nach Olpe                                       |
| Brücke über Wasserlauf |                                                      | Lenne                                                        | Lenne                                                        |
| Bahnhof | 66,6                                                 | Lennestadt-Grevenbrück                                       | Lennestadt-Grevenbrück                                       |
| Bahnhof | 71,3                                                 | Lennestadt-Meggen                                            | Lennestadt-Meggen                                            |
| Brücke über Wasserlauf |                                                      | Lenne (2 Querungen)                                          | Lenne (2 Querungen)                                          |
| Abzweig geradeaus und ehemals von links |                                                      | ehem. von Wenholthausen                                      | ehem. von Wenholthausen                                      |
| Bahnhof | 73,5                                                 | Lennestadt-Altenhundem                                       | Lennestadt-Altenhundem                                       |
| Brücke über Wasserlauf |                                                      | Hundem                                                       | Hundem                                                       |
| Abzweig geradeaus und ehemals nach links |                                                      | ehem. nach Birkelbach                                        | ehem. nach Birkelbach                                        |
| Brücke über Wasserlauf |                                                      | Hundem                                                       | Hundem                                                       |
| Haltepunkt / Haltestelle | 76,2                                                 | Kirchhundem                                                  | 290 m                                                        |
| Brücke über Wasserlauf |                                                      | Olpe (3 Querungen)                                           | Olpe (3 Querungen)                                           |
| ehemaliger Haltepunkt / Haltestelle | 78,0                                                 | Hofolpe                                                      | Hofolpe                                                      |
| |                                                      |                                                              |                                                              |
| ehemaliger Tunnel | 78,2                                                 | Hofolper Tunnel (63 m) abgetragen wegen Elektrifizierung     | Hofolper Tunnel (63 m) abgetragen wegen Elektrifizierung     |
| |                                                      |                                                              |                                                              |
| Brücke über Wasserlauf |                                                      | Olpe (3 Querungen)                                           | Olpe (3 Querungen)                                           |
| ehemaliger Haltepunkt / Haltestelle | 82,04                                                | Benolpe                                                      | Benolpe                                                      |
| Brücke über Wasserlauf |                                                      | Olpe (2 Querungen)                                           | Olpe (2 Querungen)                                           |
| |                                                      |                                                              |                                                              |
| Bahnhof | 84,6                                                 | Kirchhundem- Welschen Ennest                                 | 420 m                                                        |
| |                                                      |                                                              |                                                              |
| Tunnel | 85,5                                                 | Rahrbacher Tunnel (698 m)                                    | 410 m                                                        |
| Haltepunkt / Haltestelle | 89,1                                                 | Kreuztal-Littfeld                                            | 345 m                                                        |
| ehemaliger Haltepunkt / Haltestelle | 90,2                                                 | Ralsbach                                                     | Ralsbach                                                     |
| ehemaliger Haltepunkt / Haltestelle | 91,7                                                 | Krombach                                                     | Krombach                                                     |
| Haltepunkt / Haltestelle | 93,9                                                 | Kreuztal-Eichen                                              | 290 m                                                        |
| Abzweig geradeaus und von links |                                                      | von Cölbe                                                    | von Cölbe                                                    |
| Brücke über Wasserlauf |                                                      | Ferndorfbach                                                 | Ferndorfbach                                                 |
| Bahnhof | 96,1                                                 | Kreuztal                                                     | 260 m                                                        |
| |                                                      |                                                              |                                                              |
| Abzweig geradeaus und von rechts |                                                      | KV-Terminal und Stammgleis der Kreisbahn Siegen-Wittgenstein | KV-Terminal und Stammgleis der Kreisbahn Siegen-Wittgenstein |
| |                                                      |                                                              |                                                              |
| ehemaliger Haltepunkt / Haltestelle | 98,8                                                 | Buschhütten                                                  | Buschhütten                                                  |
| Brücke über Wasserlauf |                                                      | Ferndorfbach                                                 | Ferndorfbach                                                 |
| |                                                      |                                                              |                                                              |
| Bahnhof | 101,0                                                | Siegen-Geisweid 1968–2009 Hüttental-Geisweid                 | Siegen-Geisweid 1968–2009 Hüttental-Geisweid                 |
| |                                                      |                                                              |                                                              |
| Brücke über Wasserlauf |                                                      | Ferndorfbach                                                 | Ferndorfbach                                                 |
| |                                                      |                                                              |                                                              |
| ehemaliger Haltepunkt / Haltestelle | 102,5                                                | Hüttental-Haardt bis 1968 Weidenau (Sieg) Nord               | Hüttental-Haardt bis 1968 Weidenau (Sieg) Nord               |
| |                                                      |                                                              |                                                              |
| Brücke über Wasserlauf |                                                      | Sieg                                                         | Sieg                                                         |
| Abzweig geradeaus und von links |                                                      | von Irmgarteichen-Werthenbach                                | von Irmgarteichen-Werthenbach                                |
| |                                                      |                                                              |                                                              |
| Bahnhof | 103,6                                                | Siegen-Weidenau 1968–1983 Hüttental-Weidenau                 | 240 m                                                        |
| |                                                      |                                                              |                                                              |
| Abzweig geradeaus, nach links und von links |                                                      | von/nach Gießen                                              | von/nach Gießen                                              |
| Brücke über Wasserlauf |                                                      | Sieg                                                         | Sieg                                                         |
| Bahnhof | 106,2                                                | Siegen Hbf                                                   | Siegen Hbf                                                   |
| |                                                      | nach Köln                                                    |                                                              |
| |                                                      |                                                              |                                                              |
| Quellen: |                                                      |                                                              |                                                              |

Die Ruhr-Sieg-Strecke ist eine 106 Kilometer lange zweigleisige, elektrifizierte Hauptstrecke von Hagen nach Siegen über Iserlohn-Letmathe, Finnentrop und Kreuztal. Die tunnelreiche Strecke führt überwiegend durch das Tal der Lenne und südlich von Lennestadt-Altenhundem über die Wasserscheide zwischen Ruhr und Sieg.

## Geschichte

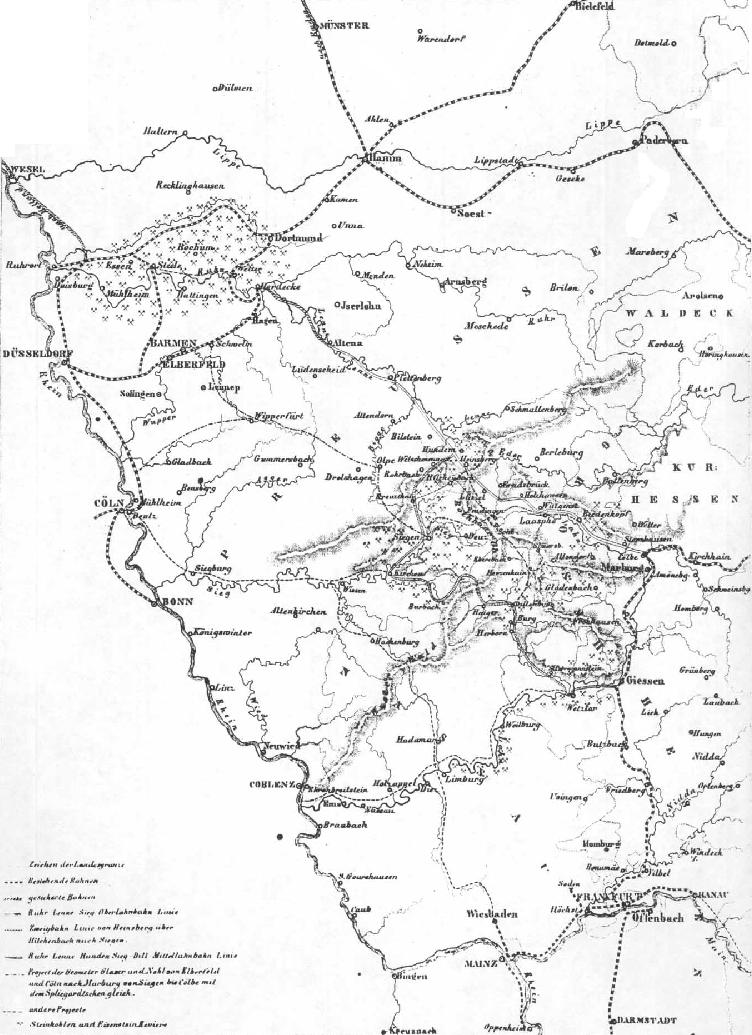
Karte

1835 wurde der Bau einer Pferdeeisenbahn von Siegen ins Ruhrgebiet von einem eigens für diesen Zweck in Siegen gegründeten Komitee beantragt. Ziel war es, die Kohle aus dem Ruhrgebiet günstiger und schneller zur Verhüttung ins Siegerland transportieren zu können. Die Eisenproduktion im Siegerland war sehr wichtig für Preußen, denn hier fanden mehr als 23 Prozent der gesamten Roheisenproduktion und sogar 85 Prozent der Rohstahleisenproduktion des Staates statt.
Nachdem das Genehmigungsverfahren sich in die Länge zog, wurde 1851 von einem mittlerweile in Hagen gegründeten Hauptkomitee statt einer Pferdebahn eine Dampfeisenbahn beantragt. Streit gab es lange Zeit darüber, wo genau die Strecke herführen sollte. Anfangs wurde eine Strecke von Hagen durch das Volmetal favorisiert, erst später wurde die Linienführung durch das Lenne- und Hundemtal bevorzugt. Eine Interessengruppe aus Olpe wollte unbedingt eine Anbindung Olpes an die Hauptstrecke durch das Biggetal erreichen, die beiden Komitees in Siegen und Hagen entschieden sich für die östlichere Strecke durch das Hundemtal, weil diese die kürzere und somit billigere war. Der höchste Punkt der Eisenbahnlinie liegt in Welschen Ennest mit fast 411 Metern Höhe.
Mit einer staatlichen Zinsgarantie wurde der Bau schließlich 1856 genehmigt. Weil sich vor allem die Hütten entlang der Strecke ein wirtschaftliches Wachstum versprachen, beteiligten sie sich teilweise an der Finanzierung, so etwa das Meggenerwerk und die Würdinghauserhütte mit je 1000 Talern, die Carolinenhütte mit 5000 Talern und schließlich die Gemeinde Kirchhundem mit 2100 Talern. Der erhoffte Aufschwung fand jedoch zunächst nicht statt, da vom Sauerland vor allem Holzkohle ins Siegerland gebracht wurde und man nun auf die günstigere Steinkohle zurückgreifen konnte.

### Streckenbau

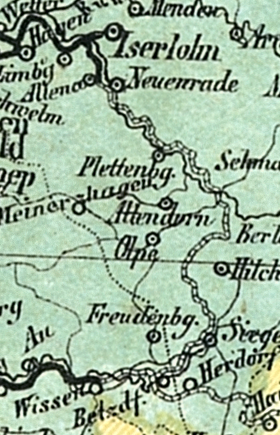
Ruhr-Sieg-Strecke auf der Bahnkarte Deutschland 1861

Der Bau der Strecke fand von 1858 bis 1861 unter Leitung der Bergisch-Märkischen Eisenbahn-Gesellschaft statt und zog einige Probleme mit sich. Am Bau der Tunnels war der österreichische Ingenieur Franz von Rziha beteiligt, der schon am Bau der Semmeringbahn mitgearbeitet hatte. Da enge Täler durchquert werden mussten, baute das Unternehmen Borsig als Baureihe 675 eine spezielle Lokomotive, die auch für Kurven ausgelegt war. Zunächst war die Strecke eingleisig, wurde aber bereits 1870 auf Zweigleisigkeit ausgebaut.
Der Abschnitt von Hagen bis Letmathe wurde am 21. März 1859 eröffnet, der von Letmathe bis Altena am 17. Juli 1860 und schließlich das letzte Teilstück von Altena bis Siegen am 6. August 1861. Zuvor war am 5. August 1861 die Ruhr-Sieg-Eisenbahn feierlich eingeweiht worden. Ein dabei eingesetzter Festzug entgleiste dabei in Grevenbrück, ohne dass jedoch Verletzte zu beklagen waren.
Bahnhöfe waren an allen größeren Orten entstanden, wobei vor allem die im Tudorstil errichteten Bahnhöfe Plettenberg, Lennestadt-Grevenbrück und Kreuztal gestalterisch als für die Region untypisch auffielen (heute sind sie Baudenkmale). Lokschuppen mit Drehscheiben bestanden seit der Inbetriebnahme in Letmathe (für zwei Lokomotiven), Altena (Westf) (sechs Lokomotiven), Lennestadt-Altenhundem (sechs Lokomotiven), Kreuztal (zwei Lokomotiven) und Siegen (neun Lokomotiven). Das Betriebswerk Finnentrop entstand erst Ende der 1870er Jahre in Verbindung mit den Zweigstrecken nach Olpe und Wennemen. Gemeinsam mit Lennestadt-Altenhundem entwickelte es sich nach und nach zu einem der Betriebsmittelpunkte der Ruhr-Sieg-Strecke. Lennestadt-Altenhundem war vor allem Einsatzort der schweren Güterzuglokomotiven für den Nachschiebebetrieb auf den Rampen zum Brechpunkt in Welschen Ennest. Die Betriebswerke in Letmathe und Kreuztal verloren ihre Bedeutung wegen der Nähe zu den großen Bahnbetriebswerken in Hagen und Siegen. Altena war bereits zu Beginn des 20. Jahrhunderts aufgegeben worden. Im Zuge der Elektrifizierung wurde Lennestadt-Altenhundem aufgegeben und Finnentrop stark reduziert, hier übernachten heute nur noch die auf der Strecke nach Olpe eingesetzten Triebwagen.

### Änderungen

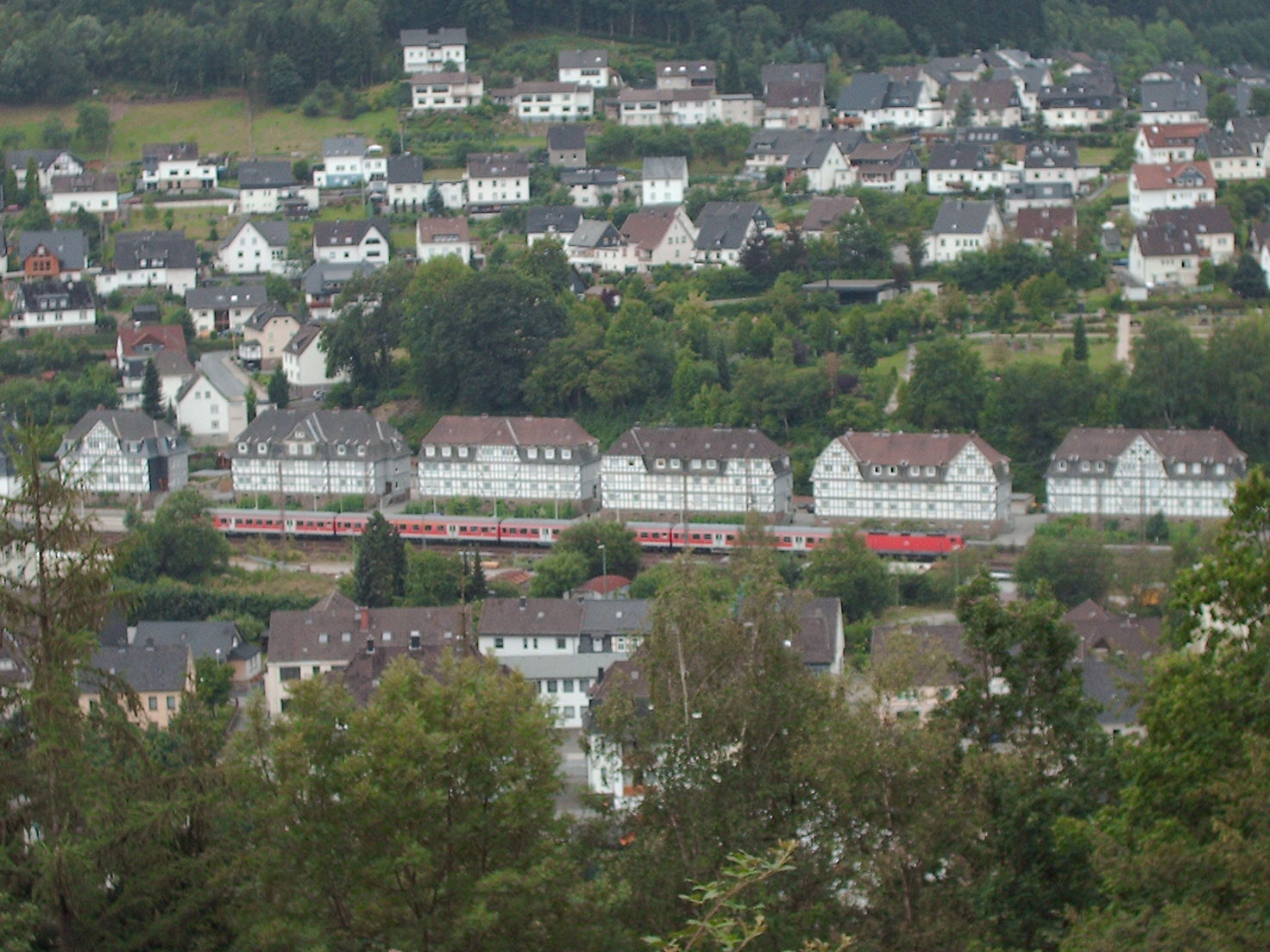
Lokbespannter Zug der Ruhr-Sieg-Bahn verlässt den Bahnhof Lennestadt-Meggen

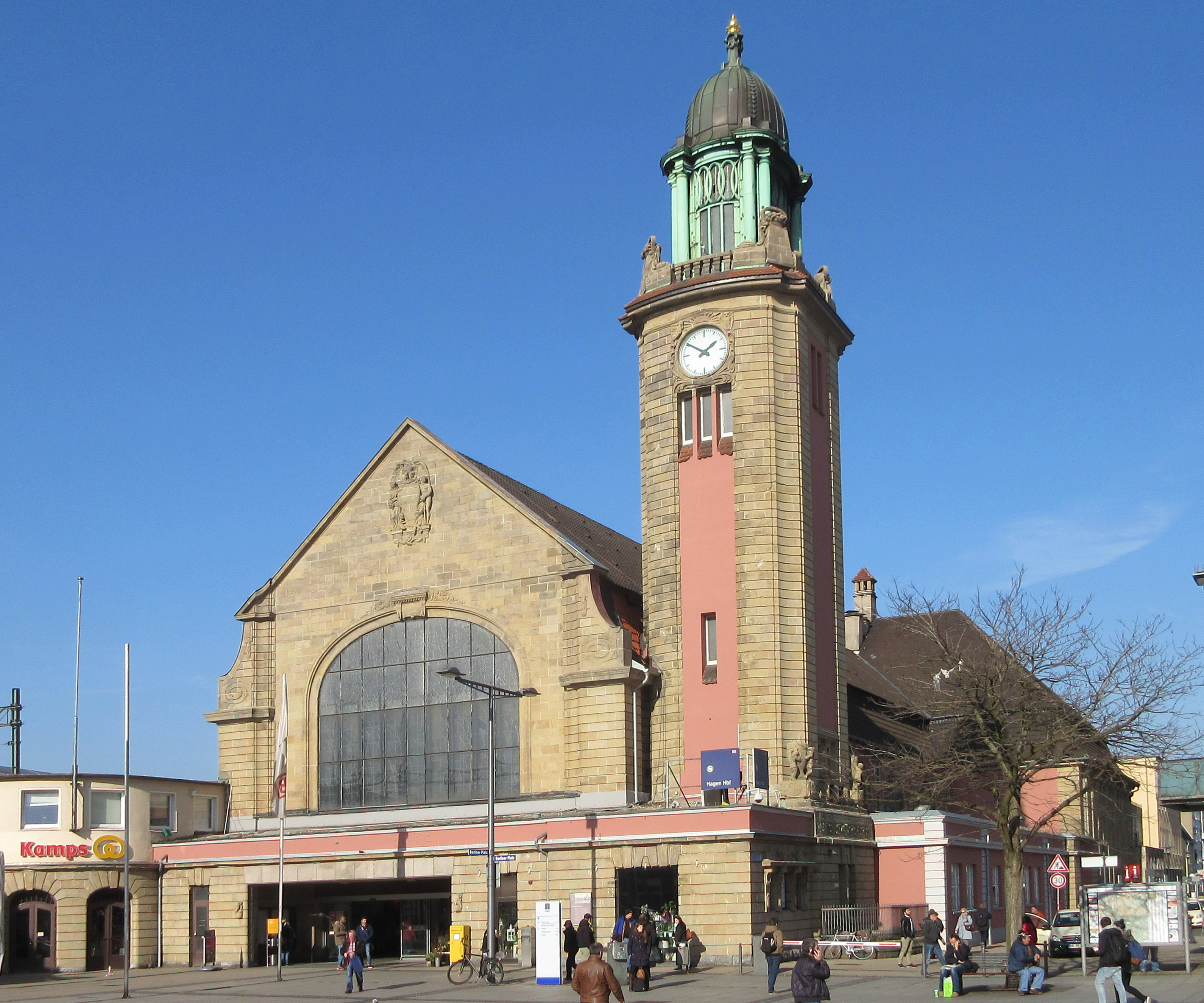
Hagen Hauptbahnhof

Nach Gründung der Stadt Hüttental Mitte 1966 wurden die Bezeichnungen für die Stationen auf deren Gebiet zum 28. September 1968 (Fahrplanwechsel) angepasst; dasselbe dauerte nach der Eingemeindung in die Stadt Siegen (zum Jahr 1975) wesentlich länger:
Weidenau (Sieg) wurde zu Hüttental-Weidenau und 1983 zu Siegen-Weidenau. Grund für die so baldige Umbenennung war, dass die Schnellzüge nur dort hielten und an Siegen vorbeifuhren.
Weidenau (Sieg) Nord wurde gemäß dem ursprünglichen Namen vor Ort in Hüttental-Haardt geändert, der Haltepunkt dann aber 1979 stillgelegt.
Dem Bahnhof Geisweid blieb das vorangestellte Hüttental- bis zum Umbau seines Zugangs 2009 erhalten und wurde, wie inzwischen in NRW üblich, zu diesem Anlass auf die jetzige Zugehörigkeit, also Siegen-, angepasst. (All dies unterblieb auf der Siegstrecke für die gleichzeitig eigenständige Stadt Eiserfeld, weil der Bahnhof Niederschelden nicht mehr in NRW liegt.)
Die Verbindung von Hagen wurde bis zur Revision des Kursbuchnummern-Systems 1992 infolge der Wiedervereinigung als durchgehende Strecke bis nach Gießen unter der Nummer 360 geführt. In Siegen-Weidenau bestand seinerzeit Anschluss nach Siegen und an die Siegstrecke (KBS 460) nach Köln. Seit Einführung des Integralen Takt-Fahrplans (NRW-Takt) 1998 verkehren alle Züge im Personennahverkehr über Siegen, größtenteils mit gegenseitigem Anschluss. Der Abschnitt von Siegen über Dillenburg und Wetzlar nach Gießen wird heute als Dillstrecke (KBS 445) bezeichnet.

### Fernverkehr
Noch um 1980 verkehrten durchgehende Schnellzüge von Norddeich Mole über die Ruhr-Sieg-Strecke sowie Frankfurt (Main) und Stuttgart nach München. Auch gab es einen Kurswagenlauf von Norddeich Mole nach Friedrichshafen über die Ruhr-Sieg-Strecke. Sie hielten in Hagen, Letmathe, Altena, Finnentrop, Altenhundem, Kreuztal und Siegen-Weidenau. Da die Bedienung von Hagen Hbf eine zeitraubende Stichfahrt und Wechsel der Fahrtrichtung bedeutete, war Hagen bisweilen mit einem Zugteil angebunden, der in Letmathe zum Hauptzug von Norddeich rangiert wurde. Dieser hatte zuvor die Verbindungskurve aus Hamm befahren.
1985 wurde montags bis freitags eine schnelle Verbindung mit dem Zugpaar D 811/810 angeboten, das Dortmund mit Frankfurt in einer Reisezeit von unter drei Stunden verband, unterwegs nur in Siegen-Weidenau und Wetzlar hielt und aus hochwertigen, sonst nur in Intercity-Zügen eingesetzten, Wagen gebildet war. Dieser Weg war, trotz der geringeren Streckenhöchstgeschwindigkeiten, schneller als über die Linke Rheinstrecke. Da die Nachfrage bei diesem primär für Geschäftsreisende konzipierten Zugpaar unzureichend war, wurde es bald wieder eingestellt.
Hinzu kamen Schnellzüge zu entfernt gelegenen Zielen wie Oberstdorf.
Im Jahre 1993 wurde der Schienenpersonenfernverkehr umgestellt auf die (zunächst noch mit Schnellzügen bediente) InterRegio-Linie 22 von Münster nach Frankfurt mit planmäßigen Halten nur noch in Hagen, Werdohl, abwechselnd entweder Finnentrop oder Lennestadt-Altenhundem und alle wieder in Siegen-Weidenau. Wegen geringer Fahrgastzahlen änderte man ab Sommer 1999 den Ausgangspunkt in Düsseldorf, stellte dieses Angebot aber zum Sommerfahrplan 2001 ein; das über die ganze Zeit verbliebene tägliche Zugpaar zwischen Norddeich Mole und Frankfurt entfiel ein Jahr später. Damit war die Strecke ohne Fernverkehr bis zur Einrichtung des Intercity 2 an Stelle von Regionalexpress-Fahrten Ende 2021 (s.u.).
Als reiner Fernverkehr sollte in diesem Rahmen sofort wieder das Zugpaar nach Norddeich angeboten werden, sogar ein Vorlaufbetrieb mit einer bisherigen Intercity-Garnitur über Siegen wurde ab Juli 2021 für die Wochenenden vorgesehen, an denen die Strecke nicht wegen Baustellen gesperrt war, jedoch machte sehr bald das Hochwasser der Lenne all dies unmöglich.
Im endgültigen Plan der IC-Linie 34 war neben dem Zugpaar nach Norddeich ein weiteres beschleunigt und nicht für Nahverkehrstickets freigegeben. Diese beiden fuhren nicht über Dortmund und hielten zwischen Siegen Hbf und Münster nur in Lennestadt-Altenhundem, Iserlohn-Letmathe, Schwerte, Unna und Hamm, wurden aber, wie schon ihre Vorgänger, mangels Rentabilität Ende 2024 aus dem Plan genommen bzw. das Norddeich-Zugpaar wieder über Köln geführt.

### Fernverkehr an Stelle von Nahverkehr seit 2021
Am 18. März 2015 gab die Deutsche Bahn (DB) bekannt, dass sie ihr Fernverkehrsangebot um 25 % ausweiten werde. Davon sollten auch die Dillstrecke und die Ruhr-Sieg-Strecke profitieren, und zwar durch eine IC2-Linie im Zweistundentakt von Frankfurt nach Dortmund bzw. Münster. Ursprünglich sollte diese Linie mit der Nummer 34 bereits ab dem Fahrplanwechsel im Dezember 2019 eingerichtet werden. Im Gegensatz zum früheren InterRegio fahren die Züge über die jeweiligen Verbindungskurven an Gießen und Hagen vorbei, dafür über Siegen Hbf, und halten für den Anschluss Richtung Hagen in Iserlohn-Letmathe.
Im Folgenden machte DB Fernverkehr gegenüber den Aufgabenträgern allerdings deutlich, dass diese Fernverkehrslinie ohne Anpassungen im Nahverkehr nicht umsetzbar sei. Kurz darauf traten DB Fernverkehr und der Zweckverband Nahverkehr Westfalen-Lippe (NWL) in Verhandlungen über die Einbindung der Intercity-Linie in den Nahverkehrstakt, wie sie unter anderem auch für die Linien 56 (westlich von Bremen) und 87 (Stuttgart–Singen/Konstanz) vereinbart worden war.
Demnach ersetzt die Fernverkehrslinie alle zwei Stunden den Regionalexpress zwischen Iserlohn-Letmathe und Siegen mit fast allen Zwischenhalten. Lediglich Kirchhundem-Welschen Ennest wird ohne Halt vom Intercity durchfahren, so dass dieser Ort alle zwei Stunden einen Zug verliert. Dazu wurde eine Fahrgastbeförderung mit Tarifanerkennung durch den Zweckverband Nahverkehr Westfalen-Lippe ausgeschrieben und an DB Fernverkehr vergeben. Die Tarifanerkennung wurde erst nur für den Abschnitt Letmathe – Dillenburg vergeben. Im Rahmen der Sperrung der Rahmedetalbrücke auf der Bundesautobahn 45 wurde ab September 2022 die Option aus der Vergabe gezogen, die Tarifanerkennung bis Dortmund auszuweiten. Die Nahverkehrsfreigabe bei bestimmten Zügen gilt auch für die Schwerbehindertenfreifahrt.
Am 12. Dezember 2021 ging mit dem Fahrplanwechsel die IC-Linie 34 in Betrieb. Wegen übersehener Unwetterschäden am Stellwerk in Hohenlimburg konnte jedoch das Streckenstück von Siegen bis Dortmund bzw. Münster erst ab dem 20. Dezember 2021 befahren werden.
Bis Dezember 2024 verkehrten zudem zwei Intercity-Zugpaare ohne Nahverkehrsfreigabe über Schwerte und Hamm nach Münster bzw. Norddeich Mole (s.o.). Kurz nach bzw. vor diesen Zügen fuhr auch die Hessische Landesbahn als Linie RE 34 zwischen Siegen und Letmathe, sodass der Intercity ein zusätzliches Angebot darstellte. Diese Fahrten bleiben auch nach dem Fahrplanwechsel im Dezember 2024 bestehen und bilden seitdem zusammen mit dem Ersatz für die Fernzüge in Tagesrandlagen einen kompletten Fahrzeugumlauf für diesen Betreiber.

### Betriebliche Besonderheiten
Auch heute werden schwere Güterzüge Richtung Süden zwischen Lennestadt-Altenhundem und Welschen Ennest mit einer zusätzlichen Lok nachgeschoben. Diese fährt danach wieder zurück nach Lennestadt-Altenhundem. Die Steigung beträgt zwar nur 12 ‰, ist aber sehr lang und kurvenreich. Daher sind häufige Geschwindigkeitswechsel notwendig. Vor der Elektrifizierung der Ruhr-Sieg-Strecke wurden fast alle Güterzüge bis Welschen Ennest nachgeschoben. Seltener hatten und haben Güterzüge ab Kreuztal bis Welschen Ennest diese Unterstützung.
Seit Einstellung der Interregio-Linie Frankfurt – Münster (– Norddeich Mole) dient der zweigleisige Giersbergtunnel in Siegen, welcher die Ruhr-Sieg-Strecke mit der Dillstrecke verbindet und die Umgehung des Siegener Hauptbahnhofes ermöglicht, nur noch dem Güterverkehr. Die komplette Verbindungsstrecke von Siegen-Weidenau nach Siegen Ost kann inklusive der abzweigenden Weichen in beiden Richtungen durchgehend mit 80 km/h befahren werden. Unter Nutzung weiterer Verbindungskurven und Abzweigstellen im Bereich Hagen-Kabel und Hohensyburg können Güterzüge zwischen Gießen (oder Aschaffenburg) und dem Ruhrgebiet ohne Richtungswechsel und unter Umgehung von Hagen Hauptbahnhof verkehren. Diese Verbindung nahm der D 810/811 und wird aktuell auch von IC34 und RE34 befahren.

### Unwetter
Der Abschnitt von Hagen nach Plettenberg wurde durch das Hochwasser im Juli 2021 schwer beschädigt. Güter- und Personenverkehr mussten eingestellt werden. Dies galt auch für die Stichstrecke von Letmathe nach Iserlohn. Die von der Deutschen Bahn kommunizierte Wiederinbetriebnahme mit dem Fahrplanwechsel am 12. Dezember 2021 verzögerte sich bis zum 20. Dezember 2021, da noch unerwartet Schäden am Stellwerk in Hohenlimburg zu beheben waren.

### Ausbaumaßnahmen
In den letzten Jahren wurden Streckensanierungsmaßnahmen in Angriff genommen (z. B. Erneuerung der Bahnübergänge), große Streckenteilbereiche wurden auf die elektronische Stellwerkstechnik umgestellt (Rationalisierungsgründe) und daraus folgende Maßnahmen getroffen, wie Weichen- und Gleiserneuerungen, Oberleitungserneuerungen sowie Signalerneuerungen.
Darüber hinaus wurden fast alle Bahnhöfe von Altena bis Siegen-Weidenau durch die Modernisierungsoffensive vom Land Nordrhein-Westfalen (MOF) barrierefrei umgebaut. Im Bahnhof Finnentrop wurde aus diesem Grund im Dezember 2007 das Empfangsgebäude abgerissen. Dort entstand eine neue, bahnsteiggleiche Bahn-Bus-Verknüpfung. Zukünftig wird jedem modernisierten Bahnhof nach Durchführung der MOF der Name der Gemeinde, in der er sich befindet, hinzugefügt (z. B. aus Littfeld wird Kreuztal-Littfeld). Dies geschieht auch nachträglich mit anderen Bahnhöfen.
Im Herbst 2024 wurden in Altena vier Weichen eingebaut, so dass die Station nach dem Rückbau sämtlicher Weichen im Jahr 2004 wieder ein Bahnhof ist.

## Planungen

### Blockverdichtung und Tunnelprofilerweiterung
Die Ruhr-Sieg-Strecke als Teil der Relation Hagen – Hanau wird als Ausbaustrecke (ABS) im Bundesverkehrswegeplan 2030 aufgeführt. Unter dem Punkt „Neue Vorhaben, Vordringlicher Bedarf“ ist eine zusammengefasste Maßnahme „Korridor Mittelrhein: Zielnetz I“ enthalten. Diese beinhaltet u. a. Blockverdichtungen zwischen Kreuztal und Siegen sowie die Herstellung des KV-Profil P/C 400 an allen Tunneln zwischen Hagen und Siegen zur Verlegung von Teilen des Containergüterverkehrs von den Rhein-Strecken auf die Ruhr-Sieg-Strecke. Die Abflachung der Steilstrecke Lennestadt-Altenhundem–Welschen Ennest wurde nicht in den neuen Bundesverkehrswegeplan 2030 aufgenommen.
2021 hat die Deutsche Bahn ein Projekt angekündigt, in dem zunächst die Profile der vorhandenen Tunnel erweitert und anschließend weitere kapazitätssteigernde Arbeiten wie Blockverdichtungen oder der Bau von Überholgleisen überprüft werden sollen. Das Projekt ist im Vorplanungsstadium und umfasst mehrere Abschnitte:
- Planungsabschnitt 1: Erweiterung der Tunnelprofile
  - Nachrodter Tunnel (629 Meter)
  - Pragpauler Tunnel (83 Meter)
  - Hünengraben-Tunnel (144 Meter)
  - Buchholzer Tunnel (935 Meter)
- Planungsabschnitt 2: Erweiterung der Tunnelprofile
  - Husberger Tunnel (793 Meter)
  - Ütterlingser Tunnel (222 Meter)
  - Werdohler Tunnel (315 Meter)
  - Baukloher Tunnel (306 Meter)
  - Sieseler Tunnel (95 Meter)
- Planungsabschnitt 3
  - Erweiterung des Tunnelprofils des Rahrbacher Tunnels (698 Meter)
  - Erneuerung der Steigungen am Rahrbacher und Rudersdorfer Tunnel
  - Blockverdichtungen zwischen Kreuztal und Siegen
- Planungsabschnitt 4: Überprüfung folgender kapazitätssteigernder Arbeiten
  - Bau von Überholgleisen in Gießen-Bergwald
  - Blockverdichtungen zwischen Wetzlar und Friedberg (Hess)
  - Blockverdichtungen in Friedberg (Hess) und Großkrotzenburg

### Zusätzliche Stationen
Der Zweckverband Nahverkehr Westfalen-Lippe (NWL) führte 2023 eine Potentialuntersuchung zur Neueinrichtung von Stationen in seinem Verbandsgebiet durch. Dabei wurden auch die möglichen neuen Stationen Finnentrop-Lenhausen, Finnentrop-Rönkhausen, Nachrodt-Einsal und Iserlohn-Lasbeck an dieser Strecke untersucht. Allen vier Stationen wurde in der Untersuchung ein mittleres bis geringes Potential zugesprochen. Allerdings ist in den geplanten Zielfahrplan nur eine Station integrierbar. Die Station Finnentrop-Lenhausen erhielt in der Auswertung die höchste Punktzahl, hier werden Investitionskosten von 5,7 Millionen Euro prognostiziert und ein Potential von 206 Fahrgastwechseln pro Tag. In den Bau der Station Finnentrop-Rönkhausen müssten 4,7 Millionen Euro investiert werden, wodurch 170 Fahrgastwechsel pro Tag gesehen werden. Der Bau der Station Nachrodt-Einsal würde 4,4 Millionen Euro kosten und ein Potential von 286 Fahrgastwechseln pro Tag generieren. In Iserlohn-Lasbeck werden 199 Fahrgastwechsel pro Tag gesehen, wobei 13,2 Millionen Euro investiert werden müssen. Aufgrund der geringen Punktzahl in seinem Wertungssystem möchte der NWL die Station Iserlohn-Lasbeck nicht weiter betrachten. Bei den anderen drei Stationen soll eine Auswahl für eine der Stationen herbeigeführt werden.
Die Wiedereröffnung der Station Kreuztal Buschhütten wurde bereits in die Stationsoffensive der DB Station und Service und des Landes NRW eingebracht. Der Bau soll rund 7 Millionen Euro Kosten und ein Potential von bis zu 672 Fahrgästen aufweisen. Die Bedienung soll durch die Linie RB 91 Hagen – Siegen und RB 93 Bad Berleburg – Betzdorf erfolgen. Für die Einrichtung sind aufwendige Anpassungen an den Oberleitungsanlagen, drei Bahnübergängen und der Sicherungstechnik erforderlich. Die Kosten sollen von DB Station & Service, dem NWL und dem Land NRW getragen werden.

### Mittelbahnsteig Kreuztal
Der Zweckverband Nahverkehr Westfalen-Lippe hat für den ÖPNV-Bedarfsplan NRW den Bau eines Mittelbahnsteiges zwischen den Hauptgleisen 1 und 2 in Kreuztal angemeldet. Durch diese Maßnahme soll im Zielfahrplan die Anschlusssituation zwischen den Zügen der Linien RB 93 und RB 91 in der Relation Erndtebrück – Hagen verbessert werden, indem beim Umsteigen der Weg durch die Unterführung entfällt.

### Rückzug Fernverkehr/Ausweitung Nahverkehr
Mit dem Fahrplanwechsel im Dezember 2026 lässt der NWL den Vertrag zur Tarifanerkennung auf der Linie IC 34 Frankfurt – Münster auslaufen und schreibt zusätzliche Nahverkehrsleistungen auf der Linie RE 34 Siegen – Dortmund an Stelle der fünf verbliebenen Fernzugpaare aus. Der NWL kritisiert an der Fernzuglinie, dass die Hälfte aller Fahrten Siegen zu spät erreichen und 14 % der Züge ganz ausfallen. Die Fernzuglinie war auf einer internen Streichliste von DB Fernverkehr enthalten, die der Spiegel im Juni 2024 veröffentlichte und von der DB dementiert wurde.

## Fahrplanangebot
Die Regional-Express-Linie RE 16 (Ruhr-Lenne-Express) fährt auf der Strecke im Stundentakt zwischen Hagen Hbf und Iserlohn-Letmathe sowie anschließend weiter über die Stichstrecke von Letmathe nach Iserlohn bis zum Stadtbahnhof Iserlohn. Der bis Dezember 2022 im Zweistundentakt nach Siegen Hbf verlaufende Abschnitt der Linie RE 16 wurde von der zum selben Zeitpunkt neu eingeführten Regional-Express-Linie RE 34 (Dortmund-Siegerland-Express) ersetzt. Um eine Stunde versetzt verkehrt zudem auf dem Abschnitt Iserlohn-Letmathe–Siegen Hbf die Intercity-Linie 34, welche zwischen Dortmund Hbf und Dillenburg eine Nahverkehrsfreigabe hat (Details s. o.). Außerdem wird die gesamte Strecke im Stundentakt von der Regionalbahnlinie RB 91 (Ruhr-Sieg-Bahn) befahren, die an allen Stationen hält.
Alle Züge, die nach 20:00 Uhr abfahren, verkehren als RB 91 und halten an allen Stationen. Einzige Ausnahme ist der Zug täglich um 20:15 Uhr ab Hagen Hauptbahnhof. Er verkehrt als RE 16, da er von Essen durchgebunden ist. Aber auch er bedient alle Stationen bis Siegen. In Tagesrandzeiten werden einzelne Fahrten der RB 91 mit dem Zuglauf Siegen–Finnentrop von der Hessischen Landesbahn durchgeführt, um ihr einen Fahrzeugtausch für die Biggeseebahn mit Planzügen zu ermöglichen.
Eine besondere Regelung am Wochenende galt im Zeitraum vom Fahrplanwechsel 2007/2008 bis zum Wechsel im Dezember 2013. Die Fahrten der RB 91 entfielen samstags ab 16:00 beziehungsweise 17:00 Uhr bis 20:00 Uhr und sonn- und feiertags ganztägig bis 20 Uhr, stattdessen hielt samstags und sonntags der RE 16 im Zweistundentakt abwechselnd an den Stationen Meggen oder Kirchhundem sowie Littfeld oder Eichen. Durch diese Regelung wurden die vier Stationen samstags häufiger als an allen anderen Tagen bedient.

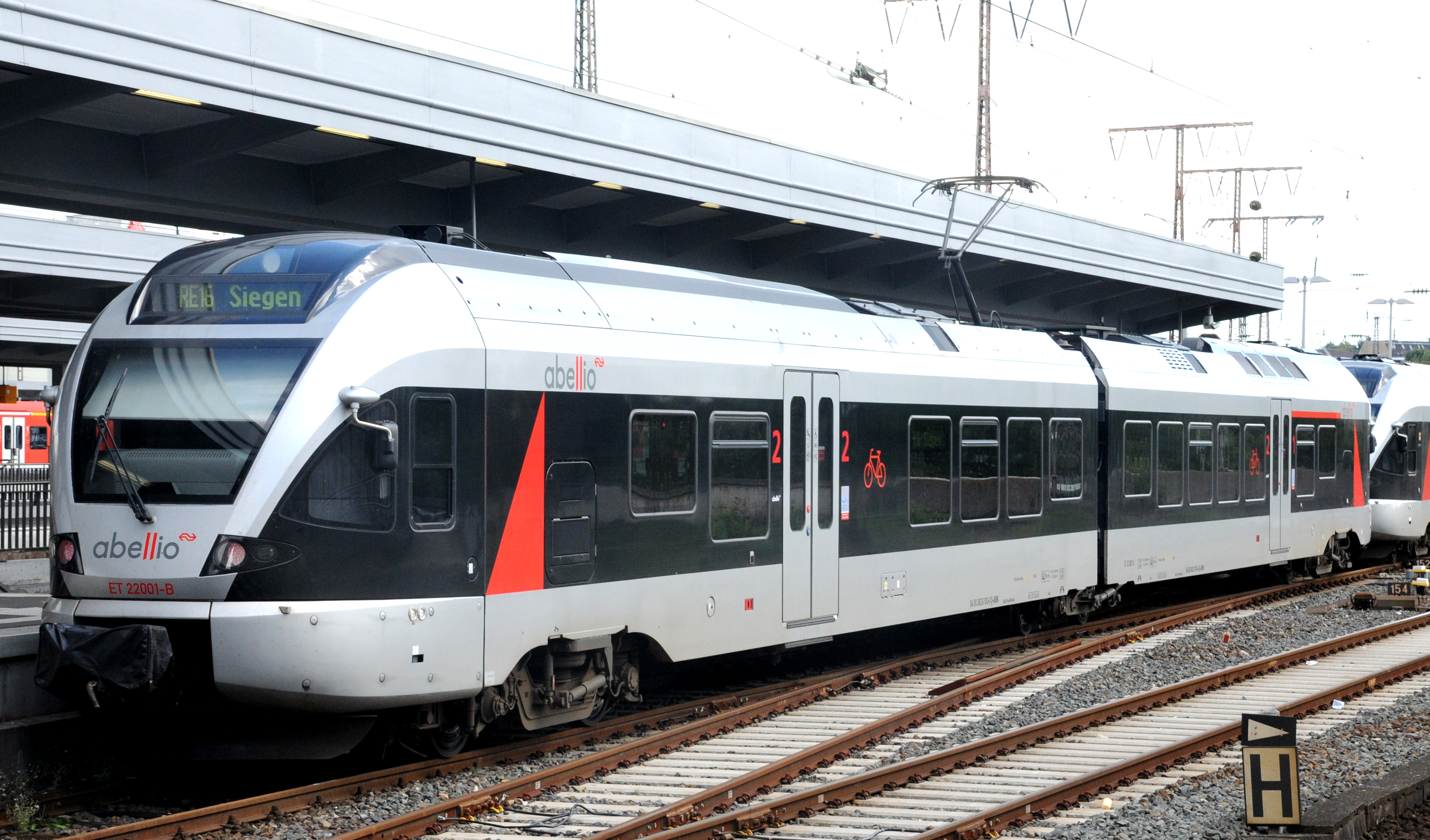
Abellio Rail Stadler Flirt 1 (mittlerweile VIAS)

Durchgeführt wird der Schienenpersonennahverkehr seit dem 9. Dezember 2007 auf beiden Linien mit zwei- und dreiteiligen Elektrotriebwagen der Bauart Stadler Flirt 1, und zwar zunächst von Abellio Rail NRW. Zuvor bestanden die Züge aus ein oder zwei Elektro-Triebwagen der DB-Baureihen 425/435 und 426 („Ruhr-Sieg-Express“) beziehungsweise Wendezügen aus vier n-Wagen mit Zug-/Schiebelokomotive der DB-Baureihe 143 („Ruhr-Sieg-Bahn“) der DB Regio NRW.
Vor dem Fahrplanwechsel gab es neben den Linien RE 16 und RB 91 auch die RB 56, welche von Hagen nach Iserlohn fuhr, da der RE 16 und die RB 91 vor 2008 ausschließlich Siegen als Ziel hatten. Die Züge dieser Linie bestanden meist nur aus einer Lokomotive der Baureihe 143 und einem einzelnen Doppelstocksteuerwagen. Die RB 56 wurde durch die Flügelung von RE 16 und RB 91 ersetzt.
Infolge der Insolvenz von Abellio im Juli 2021 wurde zunächst per Direktvergabe DB Regio mit dem Verkehr auf der Strecke vom 1. Februar 2022 an bis Dezember 2023 beauftragt, laut regulärer Vergabe übernahm daraufhin VIAS bis Dezember 2034.
Zum 1. September 2022 wurde die Nahverkehrsfreigabe der IC-Linie 34 auf den Abschnitt Dortmund–Iserlohn-Letmathe ausgeweitet. Auf dieser Linie werden eine Baureihe 147 mit IC2-Doppelstockwagen eingesetzt.
In Zusammenhang mit dem geplanten Neubau der Rahmedetalbrücke auf der A45 verkehrt seit dem 11. Dezember 2022 zwischen Siegen und Iserlohn-Letmathe anstelle der Linie RE 16 die neue Linie RE 34, welche nach Dortmund Hbf durchgebunden wird. Die Linie RE 16 verkehrt als Ruhr-Lenne-Express seitdem nur noch zwischen Essen und Iserlohn. Mit dem RE 34 kann die Reisezeit zwischen Siegerland, Sauerland und Dortmund deutlich verkürzt werden. Die Reisekette nach Hagen oder Essen bedingt jedoch stets einen Umstieg in Letmathe bzw. Witten. Eingesetzt werden auf diesem Dortmund-Siegerland-Express neue Elektrotriebwagen des Typs Stadler Flirt 3 XL, im Umlauf der Hessischen Landesbahn ab Dezember 2024 ebenfalls neue Alstom Coradia Continental.